# アパナージュ
アパナージュ（仏: apanage）は、フランス王が長子以外の王子や王弟に封土として与えた王領の一部。親王たちは領地を受領する際、国王に臣従礼を捧げる必要が無かったため、王家の利益を無視した行動を取ることも多かった。相続人を欠いたときは領地は国王に回収された。国王親族封、親王采地などと訳される。

## 主なアパナージュ
| ブルゴーニュ公領 | フィリップ豪胆公 - マリー女公 | 1363年 - 1482年 |
| ベリー公領       |                               |                 |
| ブルボン公領     |                               |                 |
| オルレアン公領   |                               |                 |
| ギュイエンヌ公領 | シャルル・ド・ヴァロワ        | 1469年 - 1472年 |